# ألان دبليو. ليفينغستون
ألان دبليو. ليفينغستون (بالإنجليزية: Alan W. Livingston)‏ هو منتج أسطوانات وملحن وكاتب أمريكي، ولد في 15 أكتوبر 1917 في ماكدونالد في الولايات المتحدة، وتوفي في 13 مارس 2009 في بيفرلي هيلز في الولايات المتحدة.

## وصلات خارجية
- ألان دبليو. ليفينغستون على موقع IMDb (الإنجليزية)
- ألان دبليو. ليفينغستون على موقع ميوزك برينز (الإنجليزية)
- ألان دبليو. ليفينغستون على موقع ديسكوغز (الإنجليزية)
- ألان دبليو. ليفينغستون على موقع قاعدة بيانات الفيلم (الإنجليزية)
- ألان دبليو. ليفينغستون على موقع كينوبويسك (الروسية)